# Mycetophila amplocercis
Mycetophila amplocercis är en tvåvingeart som beskrevs av Duret 1991. Mycetophila amplocercis ingår i släktet Mycetophila och familjen svampmyggor. Inga underarter finns listade i Catalogue of Life.